# Полиарилаты
Полиарилаты — сложные полиэфиры общей формулы [—(O)CRC(O)OArO-]n, где R — остаток дикарбоновой кислоты и Ar — остаток двухатомного фенола. Полиарилатами являются, в частности, ароматические поликарбонаты.
Полиарилаты получают в результате взаимодействия (поликонденсации) двухатомных фенолов (или их производных) с дикарбоновыми кислотами (или их производными). Указанные соединения представляют собой аморфные или кристаллические полимеры, имеющие молекулярную массу 1000—400 000 и плотность 1,1—1,3 г/см3. Полиарилаты не растворимы в воде, однако растворяются в некоторых органических растворителях (кристаллические не так хорошо, как аморфные). Кроме того, полиарилаты устойчивы к воздействию жиров, органических и разбавленных неорганических кислот (но взаимодействуют со щелочами, аммиаком и концентрированными неорганическими кислотами, например серной и азотной), обладают хорошими диэлектрическими свойствами и высокой устойчивостью к механическим воздействиям. Из полиарилатов изготавливают диэлектрики, пенопласты, плёнки и другие изделия, обладающие высокой теплостойкостью.